# Sommer-Paralympics 1964/Tischtennis
Bei den Sommer-Paralympics 1964 in Tokio wurden in insgesamt 12 Wettbewerben im Tischtennis Medaillen vergeben. Es wurden Einzel- und Doppelwettbewerbe ausgetragen.

## Klassen
Es wurden vier Klassen beim Tischtennis unterschieden. Die Klassen A1, A2, B und C waren bei den Männern vertreten, die Frauen spielten in den Klassen B und C.

## Medaillengewinner Frauen

### Einzel
Klasse B
| Platz | Land                   | Spieler          |
| ----- | ---------------------- | ---------------- |
| 1     | Österreich             | R. Kuhnel        |
| 2     | Vereinigtes Königreich | Susan Masham     |
| 3     | Israel                 | M. Escapa        |
| 3     | Australien             | Elaine Schreiber |

Klasse C
| Platz | Land        | Spieler            |
| ----- | ----------- | ------------------ |
| 1     | Belgien     | Y. Alloo           |
| 2     | Israel      | Mishani            |
| 3     | Australien  | Marion O’Brien     |
| 3     | Deutschland | Marlene Muhlendyck |

### Doppel
Klasse B
| Platz | Land                   | Spieler                         |
| ----- | ---------------------- | ------------------------------- |
| 1     | Vereinigtes Königreich | Gwen Buck Susan Masham          |
| 2     | Italien                | Silvana Martino Anna Maria Toso |
| 3     | Vereinigtes Königreich | S. Jones C. Tetley              |
| 3     | Österreich             | I. Driessler R. Kuhnel          |

Klasse C
| Platz | Land                   | Spieler                        |
| ----- | ---------------------- | ------------------------------ |
| 1     | Australien             | Daphne Ceeney Marion O’Brien   |
| 2     | Vereinigtes Königreich | Margery Cooper Diana Thompson  |
| 3     | Israel                 | Rubin-Rosenbaum Mishani Zipora |
| 3     | Japan                  | F. Ogasawara C. Inoue          |

## Medaillengewinner Männer

### Einzel
Klasse A1
| Platz | Land               | Spieler           |
| ----- | ------------------ | ----------------- |
| 1     | Vereinigte Staaten | S. Floresco       |
| 2     | Niederlande        | J. Jacobs         |
| 3     | Niederlande        | M. de Groot       |
| 3     | Vereinigte Staaten | Vincent Falardeau |

Klasse A2
| Platz | Land                   | Spieler       |
| ----- | ---------------------- | ------------- |
| 1     | Vereinigtes Königreich | Tommy Taylor  |
| 2     | Vereinigtes Königreich | Michael Beck  |
| 3     | Australien             | Allan McLucas |
| 3     | Israel                 | J. Sharav     |

Klasse B
| Platz | Land                   | Spieler           |
| ----- | ---------------------- | ----------------- |
| 1     | Vereinigtes Königreich | P. Lyall          |
| 2     | Argentinien            | Honorio Romero    |
| 3     | Österreich             | Engelbert Rangger |
| 3     | Österreich             | E. Fliessar       |

Klasse C
| Platz | Land                   | Spieler      |
| ----- | ---------------------- | ------------ |
| 1     | Israel                 | Baruch Hagai |
| 2     | Japan                  | T. Yamazaki, |
| 3     | Japan                  | K. Otsuka    |
| 3     | Vereinigtes Königreich | Jimmy Gibson |

### Doppel
Klasse A1
| Platz | Land               | Spieler                       |
| ----- | ------------------ | ----------------------------- |
| 1     | Niederlande        | M. de Groot J. Jacobs         |
| 2     | Vereinigte Staaten | S. Floresco Vincent Falardeau |
| 3     | −                  | −                             |

Klasse A2
| Platz | Land                   | Spieler                   |
| ----- | ---------------------- | ------------------------- |
| 1     | Vereinigtes Königreich | Michael Beck Tommy Taylor |
| 2     | Vereinigte Staaten     | Mastbergen S. Goldstein   |
| 3     | Vereinigte Staaten     | E. Little E. Mulry        |

Klasse B
| Platz | Land                   | Spieler                            |
| ----- | ---------------------- | ---------------------------------- |
| 1     | Italien                | Giovanni Ferraris Federico Zarilli |
| 2     | Argentinien            | Aresca M. Romero                   |
| 3     | Vereinigtes Königreich | P. Lyall M. Steward                |
| 3     | Österreich             | Engelbert Rangger E. Fliessar      |

Klasse C
| Platz | Land                   | Spieler                          |
| ----- | ---------------------- | -------------------------------- |
| 1     | Japan                  | Ikari Watanabe                   |
| 2     | Vereinigtes Königreich | George Swindlehurst Jimmy Gibson |
| 3     | Israel                 | Baruch Hagai Izechak Galitzki    |
| 3     | Deutschland            | Fuchs Heinz Simon                |

## Medaillenspiegel Tischtennis
| Medaillenspiegel Tischtennis | Medaillenspiegel Tischtennis | Medaillenspiegel Tischtennis | Medaillenspiegel Tischtennis | Medaillenspiegel Tischtennis | Medaillenspiegel Tischtennis |
| Platz                        | Land                         | G                            | S                            | B                            | Gesamt                       |
| ---------------------------- | ---------------------------- | ---------------------------- | ---------------------------- | ---------------------------- | ---------------------------- |
| 1                            | Vereinigtes Königreich       | 4                            | 4                            | 3                            | 11                           |
| 2                            | Vereinigte Staaten           | 1                            | 3                            | 2                            | 6                            |
| 3                            | Israel                       | 1                            | 1                            | 4                            | 6                            |
| 4                            | Japan                        | 1                            | 1                            | 2                            | 4                            |
| 5                            | Italien                      | 1                            | 1                            | −                            | 2                            |
| 6                            | Österreich                   | 1                            | −                            | 4                            | 5                            |
| 7                            | Australien                   | 1                            | −                            | 3                            | 4                            |
| 8                            | Niederlande                  | 1                            | −                            | 1                            | 2                            |
| 9                            | Belgien                      | 1                            | −                            | −                            | 1                            |
| 5                            | Argentinien                  | −                            | 2                            | −                            | 2                            |
| 11                           | Deutschland                  | −                            | −                            | 2                            | 2                            |